# Akemi Takada
Akemi Takada (高田明美, Takada Akemi; Tokyo, 31 marzo 1955) è un'illustratrice e character designer giapponese fra le più note del suo paese.

## Biografia
Laureatasi alla Tama Art University, nel 1977 ha iniziato a lavorare presso la casa di produzione Tatsunoko, lasciata nei primi anni ottanta per dedicarsi alla serie animata Urusei Yatsura (Lamù la ragazza dello spazio), tratta dall'omonimo fumetto di Rumiko Takahashi, per la Pierrot. Da allora ha continuato come free-lance la sua attività di character designer, con risultati considerati universalmente molto buoni anche nel campo dei videogiochi. Come illustratrice ha realizzato diversi artbook e copertine ed è anche una quotata disegnatrice di gioielli. Dal 1987 al 1994 ha fatto parte del gruppo Headgear con cui ha lavorato alla saga di Patlabor. Spesso il suo nome veniva erroneamente indicato come character designer della prima serie Ranma ½, tuttavia la Takada non ha mai preso parte alla realizzazione dell'anime come da lei stessa confermato in un'intervista.

## Opere principali

### Anime
- Kagaku Ninja-Tai Gatchaman II (La battaglia dei pianeti), serie TV, 1978
- Kagaku Ninja-Tai Gatchaman F, serie TV, 1979
- Tondemo Senshi Mutekingu (Muteking), serie TV, 1980
- Urusei Yatsura (Lamù la ragazza dello spazio), serie TV, 1981
- Mahō no Tenshi Creamy Mami (L'incantevole Creamy), serie TV, 1983
- Urusei Yatsura: Only You (Lamù: Only You), film, 1983
- Honō no Alpen Rose: Judy & Randy (Rosa Alpina), serie TV, 1985
- Urusei Yatsura 3: Remember My Love (Lamù: Remember my love), film, 1985
- Urusei Yatsura 4: Lum The Forever (Lamù: The Forever - La principessa nel ciliegio), film, 1986
- Maison Ikkoku (Cara dolce Kyoko), serie TV, 1986
- Urban Square - Kouhaku no Tsuigeki, OAV, 1986
- Orange Road, serie TV, 1987
- Twilight Q, OAV, 1987
- Orange Road: Vorrei tornare a quei giorni, film, 1988
- Kidō Keisatsu Patlabor (Patlabor OAV), 1988
- Kidō Keisatsu Patlabor (Patlabor), serie TV, 1989
- Kidō Keisatsu Patlabor Gekijouban (Patlabor - The Movie), film, 1989
- Kidō Keisatsu Patlabor OVA 2 (Patlabor New OAV), OAV, 1990
- Licca-chan Fushigina Yunia Monogatari, OAV, 1990
- Licca-chan Fushigina Mahō no Ring, OAV, 1991
- Eien no Filena, OAV, 1992
- Kidō Keisatsu Patlabor 2 Gekijōban (Patlabor 2 - The Movie), film, 1993
- Mahō no stage Fancy Lala (Fancy Lala), serie TV, 1998

### Videogiochi
- Eien no Filena (Super Famicom, character designer)
- Kaeru no Ehon (character designer, illustrazioni)
- Kidō Keisatsu Patlabor (character designer)
- Magical Angel Creamy Mami (game jacket design, character designer)
- Magical Angel Creamy Mami: Futari no Rinbu (game jacket design)
- Misa no Mahō Monogatari (PlayStation, character designer, illustrazioni)